# 9937 Triceratops

9937 Triceratops

9937 Triceratops eller 1988 DJ2 är en asteroid i huvudbältet som upptäcktes den 17 februari 1988 av den belgiske astronomen Eric W. Elst vid La Silla-observatoriet. Den är uppkallad efter dinosaurien Triceratops.
Den tillhör asteroidgruppen Nysa.